# Esbjerg
|  | Per a altres significats, vegeu «Municipi d'Esbjerg». |

Esbjerg és una ciutat danesa del sud-oest de la península de Jutlàndia, és la cinquena del país per nombre d'habitants i la capital del municipi d'Esbjerg, que forma part de la regió de Syddanmark, ambdós creats l'1 de gener del 2007 com a part d'una reforma territorial. La ciutat és a la costa del mar de Wadden, enfront de l'illa de Fanø, el port ha estat històricament el motor d'Esbjerg. Prop de la ciutat, al municipi veí de Varde, es troba Blåvands Huk, el punt més occidental de Dinamarca.

## Història
Esbjerg es va formar al voltant del port que va ser construït per l'estat el 1868 com a substitut del port d'Altona al costat d'Hamburg, que havia estat el port més important de la monarquia danesa al mar del Nord però que es va perdre el 1864 al final de la Segona Guerra de Schleswig. Abans la zona era una regió desolada i deserta.
El 1874 va començar a funcionar un enllaç ferroviari amb Fredericia i Varde que va ajudar a un ràpid desenvolupament de la ciutat. El 1897 es va construir la torre de l'aigua (Vandtårn), un dels símbols de la ciutat i el 1899 va rebre la carta municipal. Un altre símbol de la ciutat és el monument conegut com a Mennesket ved Havet (L'home al mar), l'escultura representa quatre homes de 9 metres, obra de Svend Wiig Hansen que va ser erigida el 1955.

## Transport
Esbjerg és un centre intermodal que actua com un gran intercanviador del ferrocarril i el transport per carretera, a més compta amb el port i un aeroport. L'estació de ferrocarril connecta la ciutat amb Copenhaguen, Fredericia, Ribe, Tønder i Struer. Des del port hi ha ferris a Harwich (Anglaterra), a Nordby a l'illa de Fanø i a Tórshavn a les Fèroe i vers les plataformes petrolieres del mar del Nord.

## Personatges il·lustres
- Poul Nyrup Rasmussen (1943), Primer Ministre de Dinamarca entre 1993 i 2001
- Henrik Olesen